# Dave MacRae
David Scott MacRae, meglio conosciuto come Dave MacRae (Auckland, 2 aprile 1940), è un tastierista, compositore e produttore discografico neozelandese.
Raggiunse una discreta fama negli anni settanta suonando con i Matching Mole, una delle band più influenti della scena di Canterbury, e con i Nucleus di Ian Carr. Le sue composizioni sono soprattutto jazzistiche e basate sull'improvvisazione.

## Biografia

### Inizi
Cresciuto in una famiglia di musicisti amatoriali, da bambino imparò a suonare il violino, a 10 anni prese per breve tempo lezioni di pianoforte e a 12 anni fu entusiasmato dalla musica sinfonica. Nell'adolescenza suonò il trombone, dopo che gli era nata la passione per la musica Dixieland. Aveva continuato ad esercitarsi al piano e a 18 anni cominciò a suonarlo in un complesso che si esibiva nelle sale da ballo. Al gruppo fu offerto un buon ingaggio per una tournée e MacRae lasciò il proprio lavoro per iniziare la carriera di musicista. Tra i molti musicisti che lo hanno influenzato vi furono pianisti Dixieland e boogie come Pete Johnson e Albert Ammons e soprattutto il jazzista Art Tatum.

### In Australia e USA
A 19 anni si trasferì in Australia, dove fu poi raggiunto dalla cantante compaesana Joy Yates, che sarebbe diventata sua moglie. Dopo gli studi al Conservatorio di Stato del New South Wales a Sydney, trovò lavoro in Australia come arrangiatore e session man per la casa discografica Festival Records. Nel 1968 si trasferì con la Yates negli Stati Uniti per fare nuove esperienze musicali. Inizialmente suonò con gruppi di musica sperimentale a Los Angeles, per poi unirsi nel 1970 alla Buddy Rich band, partecipando a tournée negli USA e in Europa. Di rilievo quello stesso anno la sua esibizione nel gruppo di Duke Ellington al Monterey Jazz Festival.

### In Inghilterra
Nel 1971 la coppia si spostò in Inghilterra, dove MacRae frequentò gli ambienti del jazz londinese suonando con Clark Terry, Chet Baker, Jon Hendricks e Gil Evans. Nella capitale inglese ebbe modo di specializzarsi con la tastiera elettronica, pur conservando la sua preferenza per il piano. In quello stesso periodo entrò nei Nucleus, un quotato gruppo di jazz rock formatosi nel 1969. Con le tastiere contribuì a dare una nuova dimensione alla band, grazie alla sua padronanza dell'elettronica e alla sua originalità. Nel novembre del 1971, i Nucleus dovettero sostituire il batterista John Marshall e fu chiamato per un'audizione Robert Wyatt, appena fuoriuscito dai Soft Machine. Wyatt fu fortemente impressionato dal talento di MacRae e lo invitò a suonare come ospite nell'album di esordio dei Matching Mole, il nuovo gruppo progressive/sperimentale che aveva formato. In questo disco MacRae affiancò alle tastiere David Sinclair, che lasciò subito la band e MacRae ne divenne un membro permanente.
Prima di unirsi ai Matching Mole suonò qualche volta con i Just Us, una nuova jazz-band fornata dal sassofonista dei Soft Machine Elton Dean, che dovette abbandonare perché già impegnato con gli altri due gruppi. Nel luglio del 1972 registrò con i Nucleus l'album Belladonna, e in tale occasione conobbe il nuovo chitarrista Allan Holdsworth, con il quale avrebbe collaborato in seguito. Il mese dopo incise con i Matching Mole Little Red Record, il secondo e ultimo album del gruppo, nel quale compose alcuni brani. Il gruppo si sciolse a settembre dopo l'ultima tournée, ma Wyatt lo volle al proprio fianco la primavera successiva nel quartetto jazz WMWM, dalle iniziali dei musicisti Wyatt, MacRae, Windo e Mathewson. Non ebbero tempo di pubblicare dischi, ma alcune registrazioni furono incise in raccolte postume di Windo. Continuò le incisioni e le esibizioni dal vivo con i Nucleus fino al febbraio del 1974. Tra gli altri artisti con cui suonò in quel periodo vi fu il gruppo di jazz-rock Back Door.
Dopo essere uscito dai Nucleus fondò i Pacific Eardrum con la moglie, la cantante Joy Yates. Tale gruppo sarebbe rimasto attivo fino al 1979. Altre collaborazioni con i musicisti della scena di Canterbury comprendono l'incisione con Wyatt del singolo I'm a Believer, che entrò nelle classifiche di vendita britanniche, e alcuni concerti con la Sinclair/Coxhill Band di Richard Sinclair e Lol Coxhill. In seguito diradò l'attività e nei primi anni ottanta fu per brevi periodi con i False Alarm di Allan Holdsworth, incise alcuni singoli con Robert Wyatt e nel 1984 si unì alle tastiere di Karl Jenkins per alcuni concerti dei Soft Machine. Nel periodo trascorso nel Regno Unito, MacRae è stato direttore musicale e produttore per la serie TV The Goodies. Sempre in quegli anni ha suonato anche con Cliff Richard e Scott Walker, per il quale ha fatto anche da produttore discografico.

### Ritorno in Australia
Dopo 15 anni trascorsi a Londra, MacRae tornò in Australia con la moglie, formando un duo che si è esibito prevalentemente nel Paese negli anni successivi. Ha inoltre inciso alcuni album, formato il gruppo jazz Dave MacRae Trio ed è stato coinvolto nella direzione di alcuni progetti musicali in ambito locale. In tempi più recenti, al duo con la moglie si è unita la figlia, cantante e strumentista Jade MacRae ed insieme hanno formato il gruppo Bloodlines. Negli ultimi anni di carriera ha diradato le incisioni ma ha continuato a comporre e ad insegnare musica.

## Discografia

### Da solista
- 1984 - Forecasts (con Joy Yates) - Tartar TRL-033
- 1988 - Southern Roots Emanem 3603

### Con i Pacific Eardrum
- 1977 - Pacific Eardrum - Charisma
- 1978 - Beyond Panic - Charisma
- 1980 - Pacific Eardrum - CBS SBP 237519